# Interferometrija
Interferometríja je družina tehnik v kateri se valovanje, po navadi elektromagnetno, položi eno na drugo (superponira) za pridobivanje informacij o valovanju. Interferometrija je pomembna raziskovalna tehnika na področju astronomije, vlakenske optike (elektrooptike), tehniške in optične metrologije, oceanografije, seizmologije, spektroskopije (in njenih uporabah v kemiji), kvantne mehanike, jedrske fizike in fizike delcev, fizike plazme, zaznavanja na daljavo, biomolekularnih interakcijah, profiliranja površin, mikrofluidike, meritev mehanske napetosti in velocimetrije.:1–2 Z interferometričnimi meritvami se lako najbolj točno merijo razdalje. Na ta način so leta 1960 premerili prameter z valovno dolžino oranžnordeče svetlobe kriptona 86Kr, ter tako definirali meter.:485
Interferométer je optična naprava sestavljena iz optičnih elementov, ki omogočajo interferenco. Interferometri se veliko rabijo v znanosti in industriji za merjenje majhnih premikov, spremembah lomnega količnika in nepravilnostih na površinah. V analitični znanosti se rabijo v zvezni valovni spektroskopiji s Fourierjevo transformacijo za analizo svetlobe, ki vsebuje značilnosti absorpcije ali emisije, povezane s snovjo ali mešanico. Astronomski interferometri so sestavljeni iz dveh ali več teleskopov, ki združujejo svoje signale, in omogočajo ločljivost, enakovredni teleskopu s premerom enakim največjemu razmiku med posameznimi elementi.

## Osnovna načela
Interferometrija uporablja načelo superpozicije za sestavljanje valovanj pri katerem bo njihova sestavitev imela kakšno pomembno značilnost, ki je pokazatelj izvirnega stanja valovanj. To deluje, ker je pri sestavljanju dveh valovanj z enako frekvenco nastali vzorec določen s fazno razliko med dvema valovanjima. Valovanji, ki sta v fazi, bosta izpostavljeni konstruktivni interferenci (se bosta ojačali), valovanji, ki pa sta zunaj faze, bosta izpostavljeni destruktivni interferenci (se bosta oslabili). Večina interferometrov uporablja vidno svetlobo ali kakšno drugo obliko elektromagnetnega valovanja.:3–12
Običajno (glej sliko za dobro znano Michelsonovo postavitev) je enojni vstopni curek  kohenrentne svetlobe razdeljen na dva enaka delna curka z delilnikom žarkov (polprepustno delno posrebreno odbojno zrcalo). Vsak od obeh delnih curkov potuje po različni optični poti. Preden dosežeta detektor se nazaj sestavita. Razlika v poti, razlika razdalj, ki sta jih prepotovala curka, med njima povzroči fazno razliko. Ta tvori interferenčni vzorec med prvotnima enakima valovanjima.:14–17 Če se je en curek razdelil vzdolž poti, je fazna razlika pokazatelj tega, kar na tej poti spreminja fazo. To je lahko fizična sprememba v sami dolžini poti ali sprememba lomnega količnika vzdolž poti.:93–103
Kot je prikazano na sliki, ima opazovalec neposredni pogled na zrcalo M1, vidno skozi polprepustni delilnik žarkov, in vidi odbito sliko M'2 zrcala M2. Proge se lahko pojasnijo kot rezultat interference med svetlobo, ki prihaja iz dveh navideznih slik S'1 in S'2 izvirnega svetilnega vira S. Značilnosti interferenčnega vzorca so odvisne od narave svetlobnega vira in točne usmeritve zrcal in delilnika žarkov. Na sliki v primeru a so optični elementi usmerjeni tako, da sta S'1 in S'2 na zveznici z opazovalcem, nastali interferenčni vzorec pa vsebuje kolobarje (interferenčne kroge) usredinjene na pravokotnico k M1 in M'2. V drugem primeru b sta M1 in M'2 med seboj nagnjena, interferenčne proge pa bodo v splošnem imele obliko stožnic (hiperbol). Če pa se M1 in M'2 prekrivata, bodo proge blizu osi ravne, vzporedne in enako oddaljene med seboj. Če je S razširjen vir namesto točnovnega vira, kot je prikazano na sliki, je treba proge v prvem primeru opazovati z daljnogledom z goriščem nastavljenim v neskončnost, v drugem primeru pa bodo proge lokalizirane na zrcalih.:17
Če se za svetilni vir uporabi bela svetloba, bodo nastali vzorci imeli barvne proge, kot je prikazano na sliki.:26 Osrednja proga, ki predstavlja enako dolžino poti, je lahko svetla ali temna, kar je odvisno od števila faznih obratov, ki jih doživita dva curka med prečkanjem optičnega sistema.:26,171–172 (za to obravnavo glej Michelsonov interferometer.)

## Razvrstitve
Interferometre in interferometrične tehnike se lahko razvrsti z več različnimi kriteriji:

### Homodinsko in heterodinsko zaznavanje
- pri homodinskem zaznavanju se interferenca pojavi med dvema curkoma pri enaki valovni dolžini (ali nosilni frekvenci). Fazna razlika med dvema curkoma povzroča spremembo jakosti svetlobe na detektorju. Meri se nastala jakost svetlobe po mešanju teh dveh curkov, ali pa se pregleda in posneme vzorec interferenčnih prog.[4] Večina interferometrov, omenjenih v članku, pade v to kategorijo.
- heterodinska tehnika se rabi za premikanje vhodnega signala v nov frekvenčni obseg in tudi za ojačevanje šibkih vhodnih signalov, pri čemer se rabi aktivni elektronski mešalnik. Šibek vhodni signal s frekvenco f1 se premeša z močno referenčno frekvenco f2 iz lokalnega oscilatorja (LO). Nelinearna kombinacija vhodnih signalov tvori dva nova signala, enega z vsoto obeh frekvenc f1 + f2, in drugega z njuno razliko f1 − f2. Ti dve novi frekvenci se imenujeta heterodina. Običajno je zaželena le ena od novih frekvenc, drugi signal pa se filtrira iz izhoda mešalnika. Jakost izhodnega signala bo sorazmerna s produktom amplitud vhodnih signalov.[4]

- najpomembnejša in najpogostejša raba heterodinske tehnike je v superheterodinskem sprejemniku (superhet), ki ga je iznašel ameriški inženir Edwin Howard Armstrong leta 1918. V tem vezju se prihajajoči radiofrekvenčni signal iz antene premeša s signalom iz lokalnega oscilatorja in se s heterodinsko tehniko pretvori v signal z nižjo nespremenljivo frekvenco, ki se imenuje vmesna frekvenca (IF). Ta se ojači in filtrira pred uporabo detektorja, ki izloči zvočni signal preden gre v zvočnik.
- optično heterodinsko zaznavanje je razširitev heterodinske tehnike na višje (vidne) frekvence.

### Dvojna pot proti skupni poti
- v interferometru z dvojno potjo referenčni in vzorčni curek potujeta vzdolž raznosmernih poti. Zgledi takšnih interferometrov so: Michelsonov, Twyman-Greenov in Mach-Zehnderjev interferometer. Najprej vzorčni curek zmoti interakcija s preskuševanim vzorcem, nato pa se curek rekombinira z referenčnim curkom da nastane interferenčni vzorec, ki se ga lahko pojasni.[2]:13–22
- interferometer s skupno potjo je vrsta interferometra pri katerem referenčni in vzorčni curek potujeta vzdolž enake poti. Na sliki so: Sagnacov interferometer, giroskop z optičnim vlaknom, točkovnouklonski interferometer in prečni strižni interferometer. Med te vrste interferometrov spadajo še: Zernikeov faznokontrastni mikroskop, Fresnelova biprizma, Sagnac z ničelno površino in interferometer z razpršilno ploščo.[6]

### Cepitev valovnega čela proti amplitudni cepitvi
- interferometer s cepitvijo valovnega čela razdeli svetlobno valovno čelo, ki izvira iz točkovnega vira ali ozke odprtine (npr. prostorsko koherentna svetloba). Nato oba dela valovnega čela potujeta po različnih poteh in ju interferometer ponovno združi.[7] Slika prikazuje Youngov interferenčni poskus in Lloydovo zrcalo. Med interferometre c cepitvijo valovnega čela spadajo: Fresnelova biprizma, Billet Bi-Lens in Rayleighov interferometer.[8]

- leta 1803 je Youngov interferenčni poskus pomembno prispeval k splošnemu sprejetju valovne teorije svetlobe. Če se v Youngovem poskusu uporabi bela svetloba, je rezultat bela osrednja črta konstruktivne interference. Ta odgovarja enaki dolžini poti od dveh odprtin, ki jo obkroža simetrični vzorec obarvanih prog s pojemajočo jakostjo. Poleg zveznega elektromagnetvega valovanja so Youngov poskus izvedli s posameznimi fotoni, elektroni, in dovolj veliko molekulo buckyballa, vidno pod elektronskim mikroskopom.
- Lloydovo zrcalo tvori interferenčne proge s kombiniranjem neposredne svetlobe iz vira (modre črte) in svetlobe iz odbite slike vira (rdeče črte) z zrcala pod ostrim oplazenim vpadnim kotom. Rezulat je asimetričen vzorec prog. Osrednja črta enake dolžine poti najbližje zrcalu je zanimivo temna in ne svetla. Leta 1834 je Humphrey Lloyd pojasnil ta pojav kot dokaz, da je faza ploskve čela odbitega curka obrnjena.

- v interferometru z amplitudno cepitvijo delni reflektor razdeli amplitudo vpadnega valovanja v dva ločena curka, ki se nato ponovno združita. Slika prikazuje Fizeaujev, Mach-Zehnderjev in Fabry-Pérotov interferometer. Med interferometre z amplitudno cepitvijo spadajo: Michelsonov, Twyman-Greenov interferometer, laser z neenako potjo in Linnikov interferometer.[15]